# Tāufaʻāhau Tupou IV.
Tāufaʻāhau Tupou IV (4. srpnja 1918. – 10. rujna 2006.), bio je kralj Tonge od smrti njegove majke 1965. do vlastite smrti 2006. godine. Sin je kraljice Sālote Tupou III. i njenog supruga princa Viliami Tungī Mailefihija.,  
Neposredno prije njegove smrti, bio ke četvrti najdugovječniji živi monarh na svijetu nakon kraljeva Bhumibol Adulyadeja iz Tajlanda, Abdula Halima iz Kedije iz Malezije i kraljice Elizabete II. iz Velike Britanije. 

## Biografija

### Brak i djeca
Bio je u braku s kraljicom Halaevalu Mataʻaho ʻAhomeʻe ( 1926. – 2017. ), a par je imao četvero djece: 
- Princ Siaosi Tāufaʻāhau Manumataongo Tukuʻaho Tupou, kao prestolonasljednik poznatiji po nasljednom naslovu: Tupoutoʻa (od trenutka kad mu je otac od nasljednika postao kralj). Naslijedio je oca kao George Tupou V.
- Princeza Salote Mafileʻo Pilolevu Tuita (rođena Tukuʻaho 1951.). Časna dama Tuita po braku.
- Princ Fatafehi ʻAlaivahamamaʻo Tukuʻaho (oduzeta mu je titula nakon što se oženio za pučanku, kasnije mu je dodijeljen nasljedni naslov Māʻatu. Rođen je 1953., umro 2004.). Oženio se prvom suprugom Heimataura Seiloni, 21. srpnja 1980. Umro je od raka u Nuku'alofi, 19. rujna 1985. Supruga mu je bila kći glavnog matagialalua Tavana Salmona Andersona s Tahitija i tonganskog pjevača i tekstopisaca Tu'imala Kaho. Lord Ma'atu se tada oženio Alaile'ula Poutasi Jungblut, 11. srpnja 1989. Alaile'ula je kći Melvina Jungbluta i njegove supruge Lole Tosi Malietoa koja je kći bivšeg šefa države Samoa Malietoa Tanumafili II. Lord Ma'atu i Dowager Lady Ma'atu imaju četvero djece. Njihovog drugog sina, Sione Ikamafana Tuku'ahoa, usvojila je njegova očeva tetka, princeza Pilolevu Tuita.
- Princ ʻAhoʻeitu ʻUnuakiʻotonga Tukuʻaho poznatiji je po tradicionalnim naslovima: Tupoutoʻa Lavaka (do smrti svoga oca poznat kao: `Ulukālala Lavaka Ata). Kako je stariji brat umro bez otvorenih pitanja legitimiteta, postao je 2012. kralj Tupou VI. Rođen je 1959. godine.

### Život i vladavina
Kraljevo puno krsno ime bilo je Siaosi Tāufaʻāhau Tupoulahi, ali uskoro je postao poznatiji po tradicionalnom naslovu rezerviranom za prestolonasljednike: Tupoutoʻa (dodijeljen 1937.), kasnije zamijenjen naslovom koji je naslijedio od svog oca: Tungī (ili koristeći oboje: Tupoutoʻa -Tungī, u to vrijeme pisano kao Tuboutoʻa-Tugi). Naslov Tungī je zadržao je do smrti. S tradicionalnog gledišta, on nije bio samo Tungī, koji je izravni potomak Tuʻi Haʻatakalaua, nego je i postao kralj, 22. Tuʻi Kanokupolu. Veza s Tuʻi Tongom bila je neizravnija. On nije bio Tuʻi Tonga (budući da je ta titula prešla u liniju Kalaniuvalua), ali njegova baka Lavinia Veiongo (supruga Georgea Tupoua II.) bila je unuka Laufilitonga, posljednjeg Tuʻi Tonga i njegove žene Halaevalu Mataʻaho (ne miješati s kraljevom suprugom istog imena i iste obitelji), koja je bila kći TupouʻAhomeʻe, koja je bila kći Lātūfuipeka, Tamahā (sestra Tuʻi Tonge). Posljedično, kraljeva kći Pilolevu bila je prva žena u tonganskoj kulturi koja je zaista imala krv tri glavne kraljevske dinastije u žilama i postala osoba najvišeg ranga ikad. 
Kralj je u mladosti bio strastveni sportski sportaš i vjerski propovjednik. Školovao se na Newington koledžu i studirao pravo na sveučilištu u Sydneyu, dok je boravio na Wesley Collegeu u Sydneyu u Australiji. Kraljica Sālote 1943. godine imenovala ga je ministrom obrazovanja, a 1944. ministrim zdravlja, te premijerom 1949. godine. Do smrti ostao je laički propovjednik Crkve slobodnog Wesleyana, a u nekim je okolnostima bio ovlašten imenovati vršioca dužnosti predsjednika crkve. U 1970-ima je, s preko 200 kg, bio najteži monarh na svijetu. Za posjeta Njemačkoj, njemačka je vlada naručivala posebne stolice koje bi mogle poduprijeti njegovu težinu. Kralj ih je vodio kući, smatrajući ih državnim poklonima. Devedesetih je sudjelovao u nacionalnoj fitness kampanji, izgubivši trećinu kilograma.
Kralj je također bio vrlo visok, 196 cm. Prema riječima plesača Per-Enok Keroa, "težio je 180 kilograma i imao cipelu veličine 47 u duljini i 52 u širini."
Imao je veliki politički autoritet i utjecaj u Tongovom u osnovi aristokratskom sustavu vlasti, zajedno s plemićima zemlje, koji kontroliraju 70% zakonodavne skupštine Tonge. Međutim, njegova umiješanost u investicijski skandal, u koju je bio uključen njegov imenovani sudski šef Jesse Bogdonoff, posljednjih je godina uplela kralja u polemiku i dovela do poziva na veću transparentnost i demokratizaciju vlade. U 2005. godini, vlada je nekoliko tjedana pregovarala s radnicima u štrajku prije nego što je postignuta nagodba. Kraljev nećak, Tuʻi Pelehake (ʻUluvalu), služio je kao posrednik. Nekoliko tjedana prije njegove smrti, kralj je predstavio niz preporuka za ustavnu reformu. 

### Smrt i sprovod
Dana 15. kolovoza 2006., tonganski premijer Feleti Sevele prekinuo je radio i televizijske emisije kako bi objavio da je kralj teško bolestan u bolnici Mercy u Aucklandu i zamolio 104 000 ljudi otočkog lanca da se mole za svog kralja. Umro je 26 dana kasnije, u 23:34, 10. rujna 2006. (10. rujna po novozelandskom vremenu, po tonganskom vremenu je bilo 11. rujna, nešto iza ponoći). Imao je 88 godina i umro je nakon 41 godine vladavine.
Tāufaʻāhau Tupou IV pokopan je 19. rujna 2006. godine u Malaʻe Kula (kraljevsko groblje) u glavnom gradu Tonganu, Nukuʻalofa. Tisuće Tonganaca pratilo je sprovod i oplakivanje uključujući mnoge strane dostojanstvenike, uključujući japanskog prestolonasljednika Naruhitoa, novozelandsku premijerku Helen Clark, fidžijsku premijerku Laiseniu Qarase, predsjednika Vanuatua Kalkota Mataskelekelea, američkog guvernera Američke Samoe Togiola Tulafono, premijera Niuea Vivian Younga i vojvodu od Gloucesteraa, rođaka kraljice Elizabete II. Pogreb je bio mješavina kršćanskih i drevnih polinezijskih obreda. Pogreb su nadgledali kraljevski pogrebnik Lauaki i njegovi ljudi iz klana Haʻatufunga, također poznat kao nima tapu (svete ruke).  
Prema International Herald Tribuneu, "41-godišnja vladavina Tupoua IV. učinila ga je jednim od najdugotrajnijih svjetskih suverena", nakon tajlandskog kralja Bhumibola Adulyadeja; Kraljice Elizabeta II., Kraljice Australije, Barbadosa, Kanade, Jamajke, Novog Zelanda i Ujedinjenog Kraljevstva; i šef države Samoe, Malietoe Tanumafilija II .

## Vanjske poveznice
- Obituary of Tāufaʻāhau Tupou IV with historical context
- Official announcement of Tāufaʻāhau Tupou IV's passing away
- Website of the Tongan Monarchy
- New Zealand Herald Feature Article
- Recent Visit of HM King Tāufaʻāhau Tupou IV to Hong Kong
- The 1993 Silver Jubilee of Tāufaʻāhau Tupou IV
- Pacific Magazine: Thousands Turn Out For King's Funeral

| Tāufaʻāhau Tupou IV. Kuća TupouRođ. 4. srpnja 1918. Umr. 10. rujna 2006. |                        |                            |
| Plemićke titule                                                          |                        |                            |
| prethodnik Sione Mateialona Tupou                                        | 2. poglavica Tupoutoʻa | nasljednik George Tupou V. |
| Vladarske titule                                                         |                        |                            |
| prethodnik Sālote Tupou III.                                             | Tongoanski kralj       | nasljednik George Tupou V. |